# Nebij, Volodarsk-Volînskîi
Nebij (în ucraineană Небіж) este localitatea de reședință a comunei Nebij din raionul Volodarsk-Volînskîi, regiunea Jîtomîr, Ucraina.

## Demografie
Componența lingvistică a localității Nebij
     Ucraineană (99,2%)
     Alte limbi (0,8%)
Conform recensământului din 2001, majoritatea populației localității Nebij era vorbitoare de ucraineană (99,2%), existând în minoritate și vorbitori de alte limbi.